# Dizzy Dean
Jay Hanna "Dizzy" Dean (Logan, Arkansas; 16 de enero de 1910,- Reno, Nevada, 17 de julio de 1974) fue un jugador de béisbol estadounidense que actuó como lanzador en las Grandes Ligas. Fue el último lanzador de la Liga Nacional en ganar 30 partidos en una temporada. Dean fue seleccionado para el Salón de la Fama en 1953.

## Carrera en Grandes Ligas
Dean fue conocido por liderar el equipo de St. Louis de 1934 conocido como el “Gashouse Gang”. Durante esa temporada, obtuvo un récord de 30-7 con un promedio de carreras limpias de 2.66. St. Louis era el equipo ubicado más al sur y más al oeste de la liga en ese momento y se convirtió en el “Equipo de América” durante ese tiempo. Los jugadores eran vistos como héroes por su espíritu de perseverancia y trabajo duro.
En 1953, fue seleccionado para el Salón de la Fama y su número (17) fue retirado de la camiseta de los St. Louis Cardinals en 1974. En 1999, “The Sporting News” lo ubicó en el puesto 85 de la lista de los 100 mejores jugadores de béisbol de la historia (100 Greatest Baseball Players) y fue nominado como finalista del Juego de la Centuria de las Grandes Ligas (Major League Baseball All-Century Team).

## Marcas y reconocimientos
- Líder en poches de la Liga Nacional en cuatro ocasiones consecutivas (1934-1937).
- Líder en juegos completes de la Liga Nacional en cuatro ocasiones (1934-1937).
- Líder en juegos ganados de la Liga Nacional (1934, 1935)
- Tres temporadas de 20 victorias; ganó 30 juegos en 1934.
- MVP de la Liga Nacional en 1934.
- Ganador de la Serie Mundial en 1934; abridor y ganador de dos partidos.
- Seleccionado para el Juego de Estrellas en cuatro ocasiones (1934, 1935, 1936, 1937).